# Европейска лаборатория за молекулярна биология
Европейската лаборатория за молекулярна биология е европейска научна организация, в която членуват 19 европейски държави. Създадена е през 1979 г. като организация с нестопанска цел.
В лабораторията работят около 80 научни групи, които покриват широк спектър от дисциплини в молекулярната биология. Седалището на лабораторията е в Хайделберг, други нейни звена са разположени в Гренобъл, Хамбург, римското предградие Монтеротодно, а Европейският институт за биоинформатика се намира в Хинкстън, Англия.
Целите на организацията са да извършва научна дейност в областта на молекулярната биология, да обучава научни работници, студенти и други посетители, да разработва нови технологии в биологията и др.
В лабораторията са направени няколко важни научни открития, сред които може е първият систематичен генен анализ на ембрионалното развитие на винената муха, извършено от Едуард Люис, Кристиане Нюслейн-Фолхард и Ерик Вишаус, за което те получават Нобеловата награда за медицина през 1995 г.
Докторантите в лабораторията са около 170. Организацията е част от EIROForum.

## Въшни връзки
Официален сайт
|  | Тази страница частично или изцяло представлява превод на страницата European_Molecular_Biology_Laboratory в Уикипедия на английски. Оригиналният текст, както и този превод, са защитени от Лиценза „Криейтив Комънс – Признание – Споделяне на споделеното“, а за съдържание, създадено преди юни 2009 година – от Лиценза за свободна документация на ГНУ. Прегледайте историята на редакциите на оригиналната страница, както и на преводната страница, за да видите списъка на съавторите. ВАЖНО: Този шаблон се отнася единствено до авторските права върху съдържанието на статията. Добавянето му не отменя изискването да се посочват конкретни източници на твърденията, които да бъдат благонадеждни. |